# Institution correctionnelle fédérale de Dublin
Federal Correctional Institution, Dublin
L'institution correctionnelle fédérale de Dublin (en anglais : Federal Correctional Institution, Dublin ou FCI Dublin) est une prison fédérale américaine à faible sécurité exclusivement pour femmes située à Dublin, dans le comté d'Alameda, en Californie. L'établissement dispose également d'un camp de prisonniers satellite adjacent abritant des délinquantes à sécurité minimale.
L'établissement est situé à 20 milles (32,19 km) au sud-est d'Oakland dans la zone d'entraînement des forces de réserve de Parks (en). Il est également situé près de la prison de Santa Rita (en), gérée par le comté d'Alameda.
Entre 2021 et 2022, l’établissement est impliqué dans un scandale lié à une culture permissive et toxique d’abus sexuels généralisés de la part du personnel de l’établissement.

## Histoire

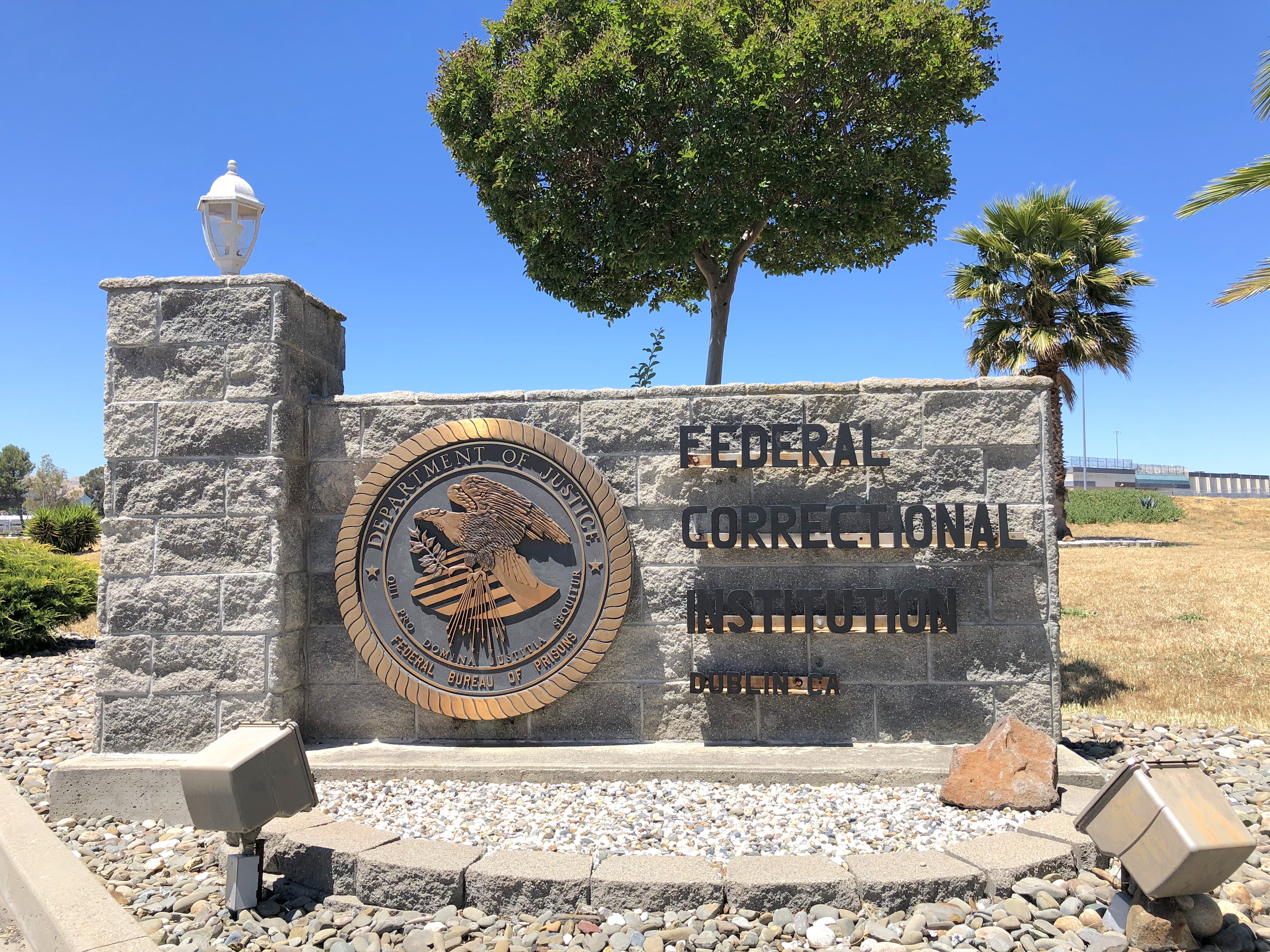

L'établissement ouvre ses portes en 1974 et devient une prison exclusivement réservée aux femmes en 2012.
L'institution est l'une des cinq prisons fédérales pour femmes des États-Unis.

## Description
L'institution correctionnelle fédérale de Dublin accueille des détenues qui purgent une peine moyenne de 5 ans et dispose d'une capacité d'accueil nominale de 250 détenues, mais en hébergeait 1 077 au 11 avril 2013. Les conditions de détention sont exiguës, avec trois détenus partageant une cellule au niveau supérieur et quatre détenus partageant une cellule au niveau inférieur, ces cellules n'étant normalement conçues pour n'héberger un seul prisonnier. Les repas sont servis par roulement en raison de la petite taille des salles à manger[réf. nécessaire].
L'établissement est entouré de deux clôtures distinctes et distantes 10 pieds (3,05 m) entre elles. Mesurant 14 pieds (4,27 m) de haut, chaque clôture à mailles losangées est renforcée par plusieurs bobines de fil barbelé concertina (en haut et en bas) ainsi que des capteurs électroniques destinés à détecter les tentatives d'évasion[réf. nécessaire].
L'établissement dispose également d'un centre de détention administrative adjacent abritant des hommes adultes en attente de procès, ainsi que d'un camp satellite à sécurité minimale, qui a ouvert ses portes en 1990, accueillant des délinquantes adultes. Ce camp à sécurité minimale était composé d'anciennes casernes militaires qui ont été démolies. Le Bureau fédéral des prisons a supprimé une section de l'établissement principal et a placé environ 200 femmes détenues à sécurité minimale dans ce camp[réf. nécessaire].

## Actions de réinsertion des détenus
Le service éducatif de la prison propose des programmes GED et ESL (en), ainsi que des cours de compétences parentales. La prison propose également un accès à une bibliothèque juridique et de loisirs ainsi que des formations à l'utilisation de divers logiciels informatiques[réf. nécessaire].
L'établissement a également mis en œuvre deux programmes UNICOR géré par Federal Prison Industries (en) : le textile et le centre d'appels. Les textiles emploient environ 150 détenues pour la fabrication de draperies, de parachutes et de couvertures de survie. Les détenues trient et réparent également les sacs postaux de USPS. Le centre d'appels emploie environ 250 détenues pour les services d'annuaire[réf. nécessaire].
Comme la plupart des prisons américaines, la l'institution de Dublin dispose également d'une SHU (Secure Housing Unit - en français : « Unité d'hébergement sécurisée »), où toutes les détenues réputées avoir enfreint les règles de la prison sont maintenues en isolement sous un régime très restrictif. Les détenues du SHU passent plus de temps enfermées dans leur cellule que la population carcérale générale, ne sont autorisées à sortir que pour une durée limitée et doivent être transférées vers et depuis leur cellule avec des menottes. Selon les cas, une détenue peut passer des semaines, voire des mois à la SHU[réf. nécessaire].

## Incidents notables
Le 5 novembre 1986, Ronald McIntosh, qui s'était évadé lors d'un transfert de prison un mois plus tôt, a posé un hélicoptère volé dans la cour d'exercice et s'évade avec Samantha Lopez, qui purgeait une peine de 50 ans pour braquage de banque. Ronald McIntosh purge une peine à la suite de sa condamnation pour fraude par voie électronique (en) lorsqu'il rencontre Samantha Lopez qui travaillait au bureau commercial de la prison et que les deux ont élaboré le plan d'évasion. Ils sont arrêtés par des agents du FBI 10 jours plus tard, puis reconnus coupables de piraterie aérienne et d'évasion. McIntosh est condamnée à 25 ans de prison et Lopez voit sa peine rallongée de 5 ans,.

### Abus sexuels sur les détenues
Une enquête menée en 2022 par l'Associated Press a fait état d'une « culture permissive et toxique... d'inconduite sexuelle de la part d'employés prédateurs ». L'AP a rapporté que les détenues ont affirmé que « des abus sexuels généralisés de la part des agents correctionnels » et que les détenues auraient été « menacées ou punies lorsqu'elles tentaient de s'exprimer ».
En 2022, l'aumônier de la prison est condamné à 7 ans de prison pour avoir abusé sexuellement à plusieurs reprises d'une détenue et menti à des agents fédéraux au sujet de cette mauvaise conduite, . L'ancien directeur Ray J. Garcia est reconnu coupable d'infractions sexuelles contre des prisonniers et condamné à 70 mois de prison,.
En 2023, 8 agents correctionnels de l'établissement sont inculpés et 4 sont condamnés pour abus sexuels sur des détenues.

## Détenus notables
| Inmate Name                  | Register Number     | Status | Details |
| ---------------------------- | ------------------- | --- | --- |
| Patricia Hearst              | N/A                 | Libérée en 1979 après que le président Jimmy Carter ait commué sa peine de 7 ans ; incarcéré durant 21 mois.                                                              | Petite-fille du magnat de l'édition William Randolph Hearst ; reconnue coupable en 1976 d'avoir participé à un braquage de banque en 1974 avec des membres de l'Armée de libération symbionaise, qui l'avaient kidnappée plusieurs mois auparavant ; graciée en 2001 par le président Bill Clinton. |
| Rita Lavelle (en)            | 29753-112           | Libérée en 1985 après avoir purgé quatre mois et demi d'une peine de six mois.                                                                                            | Administrateur adjoint de l'Environmental Protection Agency pour les déchets solides et les interventions d'urgence sous le président Ronald Reagan ; reconnu coupable en 1984 pour parjure après une enquête sur le programme Superfund.. |
| Michael Milken               | 16126-054           | Libéré en 1993 après avoir purgé 22 mois d'une peine de 10 ans (réduite par la suite à deux ans).                                                                         | Financier milliardaire américain qui a créé des obligations à haut rendement ; reconnu coupable de fraude en valeurs mobilières en 1990. Son affaire était la plus grande affaire pénale de l'histoire de Wall Street. |
| Squeaky Fromme               | 06075-180           | Libérée sur parôle en 2009 après avoir purgé une partie de sa condamnation à perpétuité.                                                                                  | Tentative d'assassinat du président Gerald Ford. A été transféré au camp fédéral de prisonniers d'Alderson (en) après une altercation physique avec un autre détenu en 1979 et s'être évadé d'Alderson en 1987 pour être repris deux jours plus tard et envoyé au centre médical fédéral de Carswell (en). |
| Sara Jane Moore              | 04851-180           | Libérée sur parole le 31 décembre 2007 après avoir purgé 32 ans de sa peine à perpétuité.                                                                                 | Tentative d'assassinat sur le président Gerald Ford. |
| Stacey Koon Laurence Powell  | 99752-012 99749-012 | Libérés en 1995; incarcéré durant 24 mois. | Anciens officiers du LAPD ; reconnu coupable en 1993 de violations des droits civils fédéraux en relation avec le passage à tabac de Rodney King en 1992 ; leurs acquittements devant un tribunal d'État ont déclenché les émeutes de 1992 à Los Angeles. |
| Greg Anderson                | 93389-011           | Emprisonné pour la première fois en juillet 2006, puis libéré après avoir purgé plus d'un an. De nouveau emprisonné le 22 mars 2011 et de nouveau libéré le 8 avril 2011. | Entraîneur personnel de Barry Bonds impliqué dans l'affaire BALCO. Il a été emprisonné à deux reprises pour outrage pour avoir refusé de témoigner contre Bonds. |
| Heidi Fleiss                 | 03888-112           | Libéré en 1998; incarcérée durant 20 mois. | Exploitait un réseau de prostitution à Hollywood, en Californie, qui s'adressait à des clients prestigieux de l'industrie du divertissement ; reconnu coupable en 1997 de fraude fiscale et de blanchiment d'argent ; connue sous le nom de « Hollywood Madam »,. |
| Pavlo Lazarenko              | 94430-011           | Libéré en 2012 ; incarcéré pendant 8 ans. | Premier ministre d'Ukraine de 1996 à 1997 ; reconnu coupable en 2004 de blanchiment d'argent et d'autres accusations pour avoir détourné des millions de dollars d'argent public sur ses comptes personnels et tenté de cacher quelque 21 millions de dollars aux banques américaines,. |
| Julienne Bušić (en)          | 00308-183           | Libéré sur parole en 1989 après avoir purgé 13 ans de sa condamnation. | Un des pirates de l'air du vol TWA 355 (en). |
| Briana Waters Joyanna Zacher | 36432-086 36360-086 | Waters a été libéré en 2013 ; Zacher en 2012 ; ont été incarcérées pendant 5 ans.                                                                                         | Membres du groupe écoterroriste Earth Liberation Front (ELF) qui ont plaidé coupables d'incendie criminel, Waters en relation avec l'incident de la bombe incendiaire de l'Université de Washington et Zacher pour avoir mis le feu à un concessionnaire de SUV, une ferme de peupliers et un poste de police dans l'Oregon ; plusieurs autres membres de l'ELF ont également été condamnés à la prison,.                          |
| Autumn Jackson (en)          | 43312-054           | A purgé une peine de 26 mois ; sorti en 2000. | Condamnée pour avoir extorqué de l'argent à Bill Cosby, dont elle prétendait qu'il était son vrai père. |
| Stella Nickell (en)          | 17371-086           | Date de sortie le 10 juillet 2040. | A tué son mari et un étranger innocent par des capsules d'Excedrin empoisonnées au cyanure. A provoqué le rappel par le fabricant de tous les produits en capsules sans ordonnance à l'échelle des États-Unis et une interdiction de 90 jours sur la vente de médicaments en capsules sans ordonnance dans l'État de Washington. Première personne reconnue coupable en vertu des lois fédérales sur la falsification de produits. |
| Felicity Huffman             | 77806-112           | Sortie le 25 octobre 2019 ; incarcérée durant 10 jours. | Ont plaidé coupables pour leur lien avec le scandale de corruption des admissions à l’université en 2019 (en).. |
| Elizabeth Henriquez          | 86706-054           | Sortie le 27 janvier 2021. | Ont plaidé coupables pour leur lien avec le scandale de corruption des admissions à l’université en 2019 (en).. |
| Lori Loughlin                | 77827-112           | Sortie le 28 décembre 2020 ; incarcérée durant 59 jours. | Ont plaidé coupables pour leur lien avec le scandale de corruption des admissions à l’université en 2019 (en).. |
| Allison Mack                 | 90838-053           | Sortie le 3 juillet 2023 ; incarcérée durant 21 mois. | Actrice américaine qui a plaidé coupable de racket et de complicité de racket pour son implication dans la secte NXIVM, qui se livrait au trafic sexuel, au travail forcé et au racket. |